# A tutto goal
A tutto goal (燃えろ! トップストライカー,?, Moero! Top striker) è un anime frutto di una collaborazione tra studio giapponesi e francesi, ambientato nel mondo del calcio giovanile italiano. Nonostante l'ambientazione, in Italia non ebbe molto successo e venne trasmesso interamente poche volte su Italia 1, per lo più la mattina, risultando offuscato da opere simili che ebbero senza dubbio un maggior riscontro mediatico come Holly e Benji. Rimane comunque uno degli anime più popolari in Francia.

## Trama
Carlos è un orfano brasiliano di undici anni residente a Genova, dotato di grande talento e passione per il calcio, doti che vengono subito notate dall'ex calciatore Robson e dal tecnico Bertini: inizia così un'avventura sportiva che lo aiutera' a superare confini geografici e limiti dovuti alla sua nazionalità, con avversari che diventeranno compagni e viceversa, e con l'amore di una ragazza che affronta la stessa situazione di straniera residente in Italia.

## Personaggi
Carlos (Hikaru Yoshikawa (吉川 光?, Yoshikawa Hikaru))
Doppiato da: Kazue Ikura (ed. giapponese), Gigi Rosa (ed. italiana)
Protagonista della serie. È un orfano brasiliano undicenne residente a Genova, figlio di diplomatici morti in un incidente aereo. Grande talento calcistico, inizialmente non trovera' posto nella forte San Podesta' Junior e dovra' quindi unirsi alla debole Columbus dove verrà aiutato da Robson e Bertini a crescere calcisticamente. Fuoriclasse in continua evoluzione, diventera' il trascinatore della selezione di Genova al campionato nazionale e del team multinazionale dei Verdi Senza Frontiere al mondiale per club; sviluppera' un tiro speciale, il Tiro dell'Aquila, un potente tiro dove la palla compie una traiettoria a parabola ma senza mai perdere velocità. Ha una relazione con la ballerina francese Caterina, sorella minore del calciatore fuoriclasse Julian, inizialmente rivale di Carlos ma che poi diventera' compagno di squadra.
Julian (ジュリアン?)
Doppiato da: Rica Matsumoto (ed. giapponese), Cinzia Massironi (ed. italiana)
Ragazzino francese residente a Genova, proveniente da una famiglia benestante, è il capitano e fuoriclasse del San Podesta' Junior. Calciatore forte in ogni aspetto del gioco, in principio è arrogante e altezzoso nei confronti di Carlos, suo compagno di squadra e poi rivale, ma al termine del campionato di Genova diventera' suo amico e poi di nuovo compagno nel Genova e nei Verdi Senza Frontiere; ha un ottimo feeling con Mario, sua spalla nel San Podesta' Junior, ed una forte rivalita' con Cesare. Il suo tiro speciale è il Tiro Miraggio, tiro dove la palla inizialmente sembra moltiplicarsi per poi sparire e riapparire. È il fratello maggiore di Caterina, fidanzata di Carlos.
Cesare (Caesar (シーザー?))
Doppiato da: Takumi Yamazaki (ed. giapponese), Pasquale Ruju (ed. italiana)
Grintoso e violento attaccante, dotato di grande forza fisica ed eccessivamente egoista; non accetta la sconfitta ed è pronto a duellare con ogni altro calciatore che gli tiene testa, tra i quali in particolare Carlos, Julian, Johnny e l'amico Alfredo. Proviene da una famiglia povera e a Genova lavorava come scaricatore di porto; inizia la carriera nel Gloria e poi viene selezionato nel Genova, ma accetta di trasferirsi per giocare nel Napoli; fara' anche lui parte dei Verdi Senza Frontiere assieme a Carlos e Julian. Il suo tiro speciale è il Tiro Magnum, un potentissimo tiro diretto dall'enorme carico all'impatto, in grado di abbattere gli avversari che intercettano la palla.
Mario (マリオ?)
Doppiato da: Ai Orikasa (ed. giapponese)
Inizialmente spalla di Julian nel gioco offensivo del San Podesta' Junior, è un calciatore privo di tecniche speciali ma dotato di grande tecnica e agilita'. Fara' parte della selezione di Genova di Caroni, e al termine del campionato nazionale decidera' di tornare con l'allenatore nel San Podesta' Junior, dove diverra' il nuovo capitano e trascinatore, e nel Torneo Mondiale sara' il principale avversario degli amici Carlos e Julian.
Renato (レナート?)
Doppiato da: Isshin Chiba (ed. giapponese)
Calciatore del San Podesta' Junior che appare solamente nel campionato del mondo come sostituto di Julian. Attaccante tecnicamente ed atleticamente molto dotato, è l'oggetto misterioso e arma segreta del San Podesta' Junior di Mario, e nella finale contro i Verdi Senza Frontiere si dimostrera' in grado di replicare tutti i tiri speciali dei rivali. Di contro non ha la resistenza necessaria per giocare un'intera partita.
Luca (ルカ?)
Doppiato da: Megumi Tano (ed. giapponese)
Proveniente da una famiglia di circensi trasferitisi a Genova, è un calciatore molto agile e atletico, e predilige giocate in acrobazia; giocatore molto incostante, riesce a risolvere partite intricate ma a volte può rivelarsi eccessivamente egoista e distratto. Segue Carlos nell'intera trafila di squadre, giocano nella Columbus, nel Genova e nei Verdi Senza Frontiere. Non disputera' la finale del campionato nazionale in quanto il circo della famiglia lascia Genova.
Roberto ( ロベルト?)
Doppiato da: Tsutomu Kashiwakura (ed. giapponese)
Capitano della debole Columbus, nonostante le limitate capacita' tecniche è un calciatore grintoso e determinato, e salvera' ripetutamente la propria squadra con respinte sulla linea o bloccando potenti tiri con il proprio corpo. Sara' compagno di squadra di Carlos e Luca per tutta la serie, in quanto giochera' titolare anche nel Genova e nei Verdi Senza Frontiere. Ha una relazione amorosa con Sofia, una delle compagne di Caterina nella scuola di danza.
Woltz (Boris (ボーレス?, Bōresu))
Doppiato da: Toshihiko Nakajima (ed. giapponese)
Portiere tedesco di grande stazza, si unisce al Napoli di Cesare durante il campionato nazionale; in Germania giocava nel Brema; dopo essere stato sconfitto in finale dal Genova si unisce ai Verdi Senza Frontiere. Nonostante il fisico possente è un portiere molto agile, e riesce a prevedere il tiro dell'avversario osservando il movimento del piede di quest'ultimo al momento dell'impatto con la palla: queste sue caratteristiche gli permettono di essere efficace contro i super tiri della serie, ma di contro viene spesso ingannato da varianti dei tiri speciali e da finte.
Caterina (Catherine (カトリーヌ?))
Doppiata da: Chieko Honda (ed. giapponese)
Talentuosa ballerina francese residente a Genova, è la sorella minore di Julian. Estremamente dedicata, diverra' una stella internazionale nella danza classica. Ha una relazione romantica con Carlos, rapporto che creera' dei malintesi sia con Julian che' con Anna.
Anna (アンナ?)
Doppiata da: Kumiko Watanabe (ed. giapponese)
Calciatrice del Columbus e assistente del dottor Robson. Non potra' giocare il campionato di Genova in quanto riservato a soli giocatori maschi, ma nel Columbus è chiaramente uno dei giocatori più talentuosi e verrà selezionata dalla nazionale femminile di calcio dell'Italia. Inizialmente nel suo rapporto con Carlos sembra giocare il ruolo di sorella maggiore, ma segretamente è innamorata del calciatore brasiliano e soffrira' quando scoprira' che il ragazzo si è fidanzato con Caterina.
Robson (ロブソン?)
Doppiato da: Banjō Ginga (ed. giapponese), Antonio Ballerio (ed. italiana)
Ex calciatore della nazionale inglese, dopo essersi ritirato si trasferisce a Genova dove lavora come dottore. È il mentore di Carlos, nel quale vede un eccezionale talento calcistico, ed è a lui che insegna il Tiro dell'Aquila. Proveniente da una ricca famiglia, otterra' il sostegno del fratello Charles per partecipare al mondiale giovanile con il proprio progetto dei Verdi Senza Frontiere.
Bertini (ベルティーニ?)
Doppiato da: You Yoshimura e Nobuaki Fukuda (ed. giapponese), Antonio Paiola (ed. italiana)
Assistente ed osservatore di talenti del calcio, è lui che scopre Carlos. Seguira' Carlos nella serie come assistente prima nel Columbus e poi nel Genova e nei Verdi Senza Frontiere.

## Episodi
| Nº | Titolo italiano Giapponese 「Kanji」 - Rōmaji - Traduzione letterale | In onda           | In onda |
| Nº | Titolo italiano Giapponese 「Kanji」 - Rōmaji - Traduzione letterale | Giapponese        |         |
| 1  | Alla conquista del mondo 「世界へむけてキックオフ!」 - Sekai e mukete kikkuofu! – "Calcio d'inizio al mondo!" | 10 ottobre 1991   |         |
| 1  | Carlos è un ragazzino di 10 anni che vive a Genova, figlio di un diplomatico brasiliano e orfano in quanto i genitori morirono in un incidente aereo. Vive con la zia e nutre una gran passione e talento cristallino per il calcio; milita nelle file del San Podestà Junior, la squadra più forte della città, dove riesca a mettersi in mostra grazie anche al supporto dall'amico Mario, ma subisce le angherie dell'arrogante capitano Julian, ragazzo francese proveniente da una famiglia agiata e stella della squadra; il dottore ed ex calciatore inglese Robson e il signor Bertini riconoscono la sua classe. |                   |         |
| 2  | Come diventare un campione 「世界のエースをめざせ!」 - Sekai no ēsu o mezase! – "Punta a diventare il migliore al mondo!" | 17 ottobre 1991   |         |
| 2  | Carlos viene aiutato ad allenarsi dalla calciatrice Anna, assistente di Robson. Nel frattempo viene lasciato in panchina nelle partite del San Podesta' Junior dall'allenatore Caroni, e cosi' decide di lasciare la squadra e di unirsi alla debole Columbus capitanata dal carismatico Roberto, squadra nella quale milita anche Anna; la Columbus viene sfidata dalla Margherita dell'arrogante Bruno per contendersi il campo d'allenamento. |                   |         |
| 3  | È qui la vittoria! 「負けるなズッこけチーム」 - Makeruna zukkoke chīmu – "Non perdere pazza squadra" | 24 ottobre 1991   |         |
| 3  | Carlos, Anna e Roberto mettono tutto il loro impegno negli allenamenti per preparare i compagni della Columbus alla sfida contro il Margherita, ma chiaramente la qualita' degli altri membri della squadra è nettamente inferiore, squadra dove tra i tanti militano Macaroni, Antonio e il portiere Giorgio. Arriva il giorno della sfida, e sugli spalti ad assistere alla partita ci sono anche Julian e Mario; il Margherita va in vantaggio di due reti grazie anche al fatto che Giorgio ha paura dei tiri forti. |                   |         |
| 4  | L'amicizia degli undici 「逆転のアクロバットフェイント」 - Gyakuten no akurobattofeinto – "Finta acrobatica al contrario" | 31 ottobre 1991   |         |
| 4  | Il Columbus riesce a rimontare grazie a Carlos e a Roberto, ma la Margherita di Bruno sfrutta nuovamente le debolezze di Giorgio e si riporta in vantaggio, causando anche un infortunio ad Anna. Carlos riesce comunque a condurre la propria squadra alla vittoria con altre due reti, e al termine i giocatori di Columbus e Margherita si riappacificano. |                   |         |
| 5  | Fino alla fine 「光!ウィニングショットを持て」 - Hikari! U~iningushotto o mote – "Hikari! Effettua il tuo tiro della vittoria" | 7 novembre 1991   |         |
| 5  | Dopo un allenamento Carlos, Roberto e compagni si recano presso una scuola di danza dove Roberto introduce agli altri le sue amiche ballerine Lisa, Monica e Sofia: qui Carlos nota un'altra ballerina che si esercita all'interno della scuola, tal Caterina. Durante un allenamento della Columbus si presenta in campo Julian che sfida l'intera squadra avversaria: para un tiro a Carlos, dribbla tutti gli avversari e segna con Carlos in porta utilizzando il suo Tiro Miraggio, tiro che da' l'impressione che la palla si moltiplichi per poi sparire. Nel frattempo fa la sua comparsa Luca, figlio di una famiglia di circensi trasferitisi a Genova, il quale si unisce alla Columbus. Allenandosi sul lungomare Carlos conosce di persona Caterina mentre questa stava danzando sul molo: essa è la sorella minore di Julian. Robson fa vedere a Carlos il Tiro dell'Aquila, ovvero un tiro a foglia morta dove la palla, apparentemente indirizzata sopra la traversa, grazie all'effetto si abbassa all'improvviso; il signor Bertini diventa allenatore della Columbus. |                   |         |
| 6  | Voglia di vincere 「勝利への誓い」 - Shōri e no chikai – "Promessa di vittoria" | 14 novembre 1991  |         |
| 6  | Caterina e le altre ballerine devono prepararsi duramente per una selezione, mentre Carlos cerca di replicare il Tiro dell'Aquila; Carlos incontra ancora Caterina sul molo e la invita a casa della zia, e dopo una serata assieme Mario viene a sapere del loro incontro e avverte Caterina che Carlos è un rivale del fratello Julian. Carlos riesce a calciare il Tiro dell'Aquila, e successivamente con i compagni va a trovare Luca presso il circo. viene annunciato che la Columbus partecipera' al campionato di Genova, al quale prenderanno parte anche il San Podesta' Junior di Julian e Mario, il Margherita di Bruno e il Gloria di Cesare. |                   |         |
| 7  | In marcia per il titolo 「ジュニアナンバーワンチームを決めろ」 - Juniananbāwanchīmu o kimero – "Si decide la squadra juniores numero uno" | 21 novembre 1991  |         |
| 7  | Ha inizio il campionato juniores di Genova: Anna non puo' partecipare in quanto il torneo e' riservato a soli calciatori maschi, ma verra' selezionata dalla nazionale femminile italiana. Nonostante Julian e Mario non vengano schierati in campo, il San Podesta' Junior sconfigge facilmente il Bianca grazie all'apporto dell'attaccante di riserva Renzo; Cesare della Gloria si presenta sulla panchina del San Podesta' Junior per sfidare Julian. Il Columbus esordisce contro il Francesca: i protagonisti vanno in svantaggio e il Francesca si chiude in difesa, ma il gioco offensivo di Carlos e Luca riesce a scardinare il catenaccio avversario. |                   |         |
| 8  | Un Incontro Difficile 「ツインタワー攻撃を破れ!」 - Tsuintawā kōgeki o yabure! – "Sconfiggi l'attacco delle torri gemelle!" | 28 novembre 1991  |         |
| 8  | Nei quarti di finale la Columbus affronta la Corvette dei prestanti gemelli omozigoti Bianchi, immarcabili nel gioco aereo: la Corvette si porta in vantaggio per ben due volte, ma alla fine la Columbus la spunta grazie al gioco acrobatico di Luca e di Carlos, il quale ancora non riesce ad effettuare il Tiro dell'Aquila alla perfezione; al termine dell'incontro Carlos riceve le attenzioni di Lisa, Monica e Sofia. In un altro incontro la Margherita di Bruno viene sconfitta dal Gloria del potente e ruvido attaccante Cesare, ragazzo di umili origini dotato del Tiro Magnum, tiro fortissimo in grado di sbalzare gli avversari. |                   |         |
| 9  | La prima volta 「闘将シーザー 恐怖のマグナムショット」 - Tōshō shīzā kyōfu no magunamushotto – "Il generale Cesare; lo spaventoso tiro Magnum" | 5 dicembre 1991   |         |
| 9  | Inizia la semifinale tra Columbus e Gloria: nel solo primo tempo un inarrestabile Cesare porta la sua squadra in vantaggio di tre reti grazie anche al suo stile di gioco fisico e violento, e ad un Luca troppo egoista. Nel secondo tempo Luca riesce a ridurre le distanze. |                   |         |
| 10 | Viva Cesare 「逆襲コロンブス甦えれシーザー」 - Gyakushū Koronbusu yomigae ere shīzā – "Columbus, contrattacca Cesare" | 12 dicembre 1991  |         |
| 10 | La Columbus prende le misure e riesce nell'insperata rimonta nonostante gli sforzi di Cesare e del difensore Alfredo, spalla del capitano del Gloria. Viene fatto vedere un flashback su Cesare, il quale lavorava come scaricatore di porto per riuscire a mantenersi. Uno scatto d'orgoglio permette a Cesare di riportare il Gloria in vantaggio. |                   |         |
| 11 | Il gol della vittoria 「奇跡のウィニングショット!」 - Kiseki no u~iningushotto! – "Un miracoloso goal della vittoria!" | 19 dicembre 1991  |         |
| 11 | La difesa del Columbus si immola per fermare Cesare, mentre Carlos riesce finalmente a perfezionare il Tiro dell'Aquila compiendo una capriola all'indietro nel calciare la palla: è proprio con il suo tiro speciale che segna i due gol necessari per la vittoria; al termine Cesare si complimenta con Carlos. Nell'altra semifinale il San Podesta' Junior asfalta il Savona, e sempre con Julian e Mario in panchina. |                   |         |
| 12 | La promessa 「渚の誓い・明日は決勝戦」 - Nagisa no chikai ashita wa kesshōsen – "La promessa di Nagisa. La finale e' domani" | 30 dicembre 1991  |         |
| 12 | Iniziano i preparativi per la finale: i membri della Columbus festeggiano tutti assieme e con loro ci sono anche Anna e le ballerine della scuola di danza, che appaiono tutte interessate a Carlos; nel frattempo l'allenatore Caroni del San Podesta' Junior studia il gioco della Columbus. Caterina continua a migliorarsi nella danza e a passare audizioni, e si incontra la sera sul lungomare con Carlos: i due si baceranno osservati di nascosto da una dispiaciuta Anna, e la loro relazione verra' notata anche da Julian. |                   |         |
| 13 | Il gran finale 「ジェノバカップ決勝戦開始!」 - Jenobakappu kesshōsen kaishi! – "La finale della Coppa di Genova è iniziata!" | 9 gennaio 1992    |         |
| 13 | Inizia la finale del Campionato di Genova tra Columbus e San Podesta' Junior con Julian e Mario che partono ancora una volta in panchina; Caterina non puo' assistere all'incontro in quanto e' impegnata in un'altra audizione di danza. Il San Podesta' Junior raddoppia la marcatura su Carlos, mentre Renzo e le altre riserve in campo si dimostrano comunque giocatori di alto livello e portano la propria squadra sul 2 a 0. Successivamente la Columbus riesce a prendere le misure e a pareggiare con Roberto e con il Tiro dell'Aquila di Carlos: in seguito al gol del pareggio mister Caroni fa entrare Julian e Mario in campo. |                   |         |
| 14 | Il re del campo 「エースの対決!最強のシュート」 - Ēsu no taiketsu! Saikyō no shūto – "Resa dei conti tra fuoriclasse! Il tiro più potente" | 16 gennaio 1992   |         |
| 14 | Il San Podesta' Junior cambia marcia con i suoi fuoriclasse in campo e schiaccia la Columbus in difesa, con la sfida personale tra Carlos e Julian che si accende; nel frattempo Caterina termina l'audizione e corre allo stadio per assistere alla partita. Dopo numerosi tentativi da parte di Mario e' Julian a portare in vantaggio il San Podesta' Junior grazie al suo Tiro Miraggio. |                   |         |
| 15 | Una partita decisiva 「豪快!若き騎士の必殺シュート」 - Gōkai! Wakaki kishi no hissatsu shūto – "Emozionante! Il tiro letale del giovane cavaliere" | 23 gennaio 1992   |         |
| 15 | La Columbus cerca il pareggio ma Julian e' abile nel neutralizzare completamente Carlos impedendogli di calciare il Tiro dell'Aquila. La difesa della Columbus regge grazie anche al gioco acrobatico di Luca e Roberto, ma a poco dallo scadere del primo tempo Julian segna il gol del 4 a 2 ancora una volta con il Tiro Miraggio. |                   |         |
| 16 | L'aquila vola bassa 「白熱決勝戦!奇跡を呼ぶ三人攻撃」 - Hakunetsu kesshōsen! Kiseki o yobu san'nin kōgeki – "Finale incandescente! Attacco a tre nel cercare un miracolo" | 30 gennaio 1992   |         |
| 16 | Carlos subisce un brutto colpo in un contrasto con Julian, ma riesce a riprendersi. L'incontro prosegue con molti colpi di scena da ambo le parti ma con le difese che fanno il loro dovere: Giorgio riesce anche a parare un Tiro Miraggio di Julian. Mario, che conosce molto bene l'amico Carlos, viene messo a marcare a uomo il fuoriclasse del Columbus, ma quest'ultimo riesce comunque a destreggiarsi e ad accorciare le distanze con il Tiro dell'Aquila. Il Columbus da' dimostrazione del suo superiore gioco di squadra e agguanta il pareggio con Luca. |                   |         |
| 17 | Una lotta disperata 「死闘!勝利は誰の手に」 - Shitō! Shōri wa dare no te ni – "Lotta fino alla morte! Chi vincera'?" | 6 febbraio 1992   |         |
| 17 | Il San Podesta' Junior si riporta in vantaggio con una combinazione tra Mario e Julian che scarica il suo Tiro Miraggio; successivamente Carlos trova nuovamente il pareggio con un Tiro dell'Aquila. In un finale palpitante Julian nel fermare un gol sicuro di Carlos s'infortunia alla caviglia; successivamente Carlos ruba palla a Julian e si appresta a segnare il gol della vittoria con un Tiro dell'Aquila, ma Mario assieme ad un compagno lo ostacolano e riescono a far partire il contropiede di Julian che segna il gol della vittoria con un Tiro Miraggio. Nonostante la sconfitta Carlos e la Columbus viene acclamata dal pubblico per la gran prestazione, mentre Julian è di pessimo umore e sente di aver perso il duello con Carlos, sensazione sottolineata anche da Cesare, presente tra gli spettatori. |                   |         |
| 18 | Un campione ferito 「若き騎士ジュリアン初めての敗北」 - Wakaki kishi Jurian hajimete no haiboku – "La prima sconfitta del giovane cavaliere Julian" | 13 febbraio 1992  |         |
| 18 | A Julian viene diagnosticata una frattura alla caviglia destra; il fuoriclasse francese riceve comunque i complimenti da parte della sorella Caterina. Caroni e tutta la rosa del San Podesta' Junior festeggiano la vittoria del Torneo di Genova ad eccezione di Julian, che all'esterno della sede della squadra s'imbatte in Cesare: Julian, sentitosi sconfitto, pensa al ritiro dal calcio, ma Cesare lo sprona a guarire dall'infortunio al più presto per poterlo affrontare. Caterina passa nuove audizioni e festeggia assieme alle amiche, a Carlos e a tutti i membri della Columbus, ma e' sconvolta quando viene a sapere da Mario che Julian ha lasciato la città. |                   |         |
| 19 | Io odio il calcio! 「負け犬になるなジェノバのエース」 - Makeinu ni naru na Jenoba no ēsu – "Non fare il perdente, asso di Genova" | 20 febbraio 1992  |         |
| 19 | In vista del Campionato Nazionale vengono annunciati i giocatori che faranno parte della rappresentativa di Genova: dal San Podesta' Junior vengono convocati Julian, Mario, Renzo e il portiere Coloni, dal Columbus si uniscono Carlos, Roberto, Luca e Macaroni, dal Gloria ci sono Cesare ed Alfredo, dal Corvette i gemelli Bianchi, dal Margherita vengono chiamati Bruno e Carlo; mister Caroni viene annunciato come allenatore della selezione cittadina, e Bertini ne sara' l'assistente. Carlos va a trovare Caterina e viene a sapere che il rivale si e' infortunato alla caviglia e che è in viaggio per andare a farsi operare. Iniziano gli allenamenti del Genova e Cesare è chiaramente non in sintonia con la filosofia di Caroni, che pretende gioco di squadra mentre l'ex capitano del Gloria rimane fortemente individualista; Cesare inoltre litiga con Carlos, Mario e Caterina, affermando di aver provocato Julian causando la sua dipartita, e Caterina decide di andare a far visita al fratello. La sera Cesare viene in contatto con un osservatore della squadra juniores del Napoli, e il giorno dopo annuncia il proprio trasferimento da Genova a Napoli. |                   |         |
| 20 | Mai dire addio 「キャプテンはお前だ!」 - Kyaputen wa omaeda! – "Sei il capitano!" | 27 febbraio 1992  |         |
| 20 | Caterina e Julian si riappacificano. Il Genova continua i propri allenamenti e a Carlos viene data la fascia di capitano. Cesare ha gia' iniziato ad allenarsi con il Napoli, dove è indiscutibilmente la stella della squadra. Caterina annuncia a Carlos che lascera' la città per proseguire la propria carriera di ballerina, il tutto mentre una triste Anna li scorge ancora assieme e non riesce a darsi pace nemmeno nei giorni seguenti, quando ha un diverbio proprio con Carlos e quando quest'ultimo corre in stazione per salutare Caterina mentre sta partendo. |                   |         |
| 21 | L'abbandono 「激突!ジェノバ対強豪ローマ」 - Gekitotsu Jenoba tai kyōgō rōma – "Scontro! Genova contro la forte Roma" | 5 marzo 1992      |         |
| 21 | I giocatori del Genova si trasferiscono quindi a Milano per prendere parte al Torneo Nazionale Juniores, i cui incontri si tengono allo stadio Giuseppe Meazza; nel primo turno Genova deve affrontare la Roma guidata dall'affiatato trio d'attacco formato da Nerone, Elio e Benito. Il Genova fatica soprattutto per il fatto che i giocatori non si conoscono e giocano ancora individualmente ostacolandosi a vicenda, in particolare Bruno che ha dei dissidi con i compagni, e al termine del primo tempo Roma conduce per 2 reti a 0. |                   |         |
| 22 | La solitudine del capitano 「終了寸前!逆転の中央突破」 - Shūryō sunzen! Gyakuten no chūō toppa – "Giusto prima della fine!" | 12 marzo 1992     |         |
| 22 | I giocatori del Genova riescono a superare i dissapori intestini e ribaltano il risultato, vincendo l'incontro per 3 a 2 con le reti di Mario, Renzo e Carlos. Passa il primo turno anche il Napoli, trascinato da un'indomabile Cesare. |                   |         |
| 23 | Il Super Magnum 「逆襲!スーパーマグナム」 - Gyakushū! Sūpāmagunamu – "Contrattacca! Il Super Magnum" | 19 marzo 1992     |         |
| 23 | Nei quarti di finale Genova ha vita facile contro una debole Firenze. Diversa invece la sorte per il Napoli di Cesare e di Riccardo, che faticano contro un Trento che non concede spazi e che si porta in vantaggio di tre reti, grazie anche al fatto che Napoli rimane in dieci uomini per l'espulsione di Riccardo; quando tutto sembra perduto, esordisce nel Napoli il nuovo acquisto Woltz, enorme portiere tedesco che blinda la porta partenopea e rivitalizza Cesare che segna un poker di reti per la vittoria finale. |                   |         |
| 24 | Il mago 「天才エース!ライン際の魔術師」 - Tensai ēsu! Rain sai no majutsu-shi – "Un fuoriclasse geniale! Il Mago sale in cattedra" | 2 aprile 1992     |         |
| 24 | In semifinale il Genova affronta la squadra di casa, il Milano del fuoriclasse Gino detto "il mago", calciatore tecnicamente eccelso e inarrestabile con la palla tra i piedi; prima dell'incontro Luca viene a sapere che l'attivita' circense della famiglia dovra' mobilitarsi, e cio' lo turba. Un distratto Luca commette una serie di gravi errori e ne approfitta Milano con Gino che confeziona gli assist per i primi due gol, il primo passaggio in rovesciata e il secondo con una lunga rimessa laterale con capriola. |                   |         |
| 25 | Addio agli amici 「敵の全員攻撃を突破せよ!」 - Teki no zen'in kōgeki o toppa seyo! – "Evita tutti gli attacchi nemici!" | 16 aprile 1992    |         |
| 25 | Nel secondo tempo i giocatori del Genova riescono a rivitalizzare Luca e ad accorciare le distanze con Carlos, ma Gino riesce ancora a fornire un assist vincente dopo un doppio passo. Alla fine Genova riesce a rimontare e a vincere grazie soprattutto a Carlos e a Luca: quest'ultimo dovra' lasciare il torneo per raggiungere la famiglia e in vista della finale verra' sostituito con Macaroni. |                   |         |
| 26 | Il ritorno di Caterina 「力の限りをつくせ! 雨の中の再会」 - Chikaranokagiri o tsukuse! Ame no naka no saikai – "Fai del tuo meglio! Riunione sotto la pioggia" | 23 aprile 1992    |         |
| 26 | Il Genova continua la preparazione in vista della finale, che sara' disputata contro il Napoli. Cesare va a fare visita ad un guarito Julian e lo sfida nuovamente, ma questa volta Julian ferma il Tiro Magnum e tiene testa al rivale, annunciando che si unira' al Genova per la finale; Caterina torna a Genova. Carlos passa una bella giornata al luna park con Anna e la sera, mentre si riparano dalla pioggia, Anna si confessa a Carlos e lo abbraccia: di li' passa Caterina che li vede e fugge in lacrime prima di perdere i sensi e accasciarsi a terra, venendo soccorsa da Carlos. |                   |         |
| 27 | Per colui che ami 「愛する者のために闘え!」 - Aisuru mono no tame ni tatakae! – "Battiti per colui che ami!" | 30 aprile 1992    |         |
| 27 | Carlos, Anna e successivamente Robson, Julian e Bertini vanno a far visita a Caterina in ospedale; passa di li' anche Caroni solamente per ricordare a Carlos e Julian di prepararsi per la finale. Viene fatto vedere un sunto della storia di Robson come calciatore e dei suoi trascorsi sentimentali; alla fine Caterina si riprende. I calciatori del Genova si apprestano agiocare la finale contro il Napoli, e poco prima dell'ingresso in campo si uniscono a loro Carlos e Julian. |                   |         |
| 28 | La finale in Italia 「激突!イタリア大会決勝戦」 - Gekitotsu Itaria taikai kesshōsen – "Scontro! La finale del Torneo d'Italia" | 7 maggio 1992     |         |
| 28 | Inizia la finale del campionato italiano tra Genova e Napoli, e subito s'infiamma il duello tra Julian e Cesare, con il primo che accusa dolori alla caviglia. Cesare regala un doppio vantaggio ai partenopei grazie al suo Tiro Magnum, mentre Carlos e Julian vedono i propri tiri speciali venire facilmente parati da Woltz. |                   |         |
| 29 | Il muro infranto 「鉄壁のゴールを打ち破れ!」 - Teppeki no gōru o uchiyabure! – "Abbatti il muro d'acciaio!" | 14 maggio 1992    |         |
| 29 | Carlos e Julian riescono in un'occasione a respingere il tiro Magnum di Cesare, ma in fase offensiva ancora non riescono a battere Woltz. Nel secondo tempo Carlos modifica l'effetto del Tiro dell'Aquila e riesce a sorprendere Woltz, accorciando le distanze per il Genova. |                   |         |
| 30 | Un carattere indomabile 「爆発! 同点からの逆転シュート」 - Bakuhatsu! Dōten kara no gyakuten shūto – "Esplosione! Il tiro della rimonta" | 21 maggio 1992    |         |
| 30 | Riprende la sfida personale tra Cesare e Julian, con il giocatore del Genova che riesce a pareggiare con il Tiro Miraggio: ambedue i fuoriclasse appaiono stremati. Carlos e Julian trovano il modo di neutralizzare il Tiro Magnum, e Woltz regge a stento l'assedio del Genova, finendo per perdere la pazienza e avviando un litigio con Cesare che viene interrotto da Riccardo. Un Cesare alle corde ha una reazione d'orgoglio e segna il terzo gol con il suo tiro speciale. |                   |         |
| 31 | La vittoria dell'amicizia 「放て! 奇跡のウィニングショット」 - Hanate! Kiseki no u~iningushotto – "Rilascio! Il miracoloso tiro della vittoria" | 28 maggio 1992    |         |
| 31 | Dopo numerosi tentativi Alfredo riesce a fermare il suo ex capitano al Gloria e a far partire l'azione del gol del pareggio, realizzato da Julian con un tiro a giro. Alfredo e gli altri difensori del Genova riescono a fermare molteplici volte il Tiro Magnum opponendosi con i propri corpi; il gol vittoria per il Genova viene siglato da Carlos con un Tiro dell'Aquila tirato come respinta di un Tiro Miraggio di Julian: l'effetto è quello di un Tiro dell'Aquila ma con la potenza di un Tiro Magnum. |                   |         |
| 32 | Una nuova sfida 「世界はひとつ、新たなる挑戦」 - Sekai wa hitotsu, aratanaru chōsen – "Un mondo, nuove sfide" | 4 giugno 1992     |         |
| 32 | Vinto il campionato nazionale, Carlos torna con i propri compagni alla Columbus, ma in vista del campionato mondiale juniores viene avvicinato dal San Podesta' Junior di Caroni, in quanto Carlos come anche Julian e Woltz non potranno essere selezionati dalla nazionale italiana; nel frattempo Cesare lascia il Napoli. Anna sfida Carlos a calcio e durante il duello in strada la ragazza si infortunia al ginocchio. Robson svela il proprio progetto di formare una squadra multinazionale per partecipare al mondiale juniores, e propone a Carlos di unirsi: i due voleranno in Inghilterra. |                   |         |
| 33 | Una squadra da sogno 「夢のチームにむけてシュート」 - Yume no chīmu ni mukete shūto – "Tira per la tua squadra dei sogni" | 11 giugno 1992    |         |
| 33 | Carlos viene ospitato a casa di Robson, dove viene discusso il progetto della squadra multinazionale assieme al ricco fratello dell'ex calciatore inglese; il protagonista prende parte ad un allenamento con la nazionale inglese juniores, dove conosce il tenace capitano Peter. Anna durante un allenamento con la nazionale italiana femminile risente dell'infortunio al ginocchio. Bertini viaggia per l'Europa nel tentativo di reclutare talenti per la squadra multinazionale: nei Paesi Bassi scopre l'atletico Johnny, in Francia il talentuoso ma svogliato Papan, e incontra anche Cesare mentre questo gioca in strada. Nel frattempo Julian viene respinto dalla nazionale francese juniores. |                   |         |
| 34 | I nuovi campioni del mondo 「集え!世界のエースたち」 - Tsudoe! Sekai no ēsu-tachi – "Riunitevi! I fuoriclasse del mondo" | 18 giugno 1992    |         |
| 34 | Robson ufficializza la propria squadra multinazionale denominata Verdi Senza Frontiere, dove giocatori di ogni nazionalita' possono farne parte: Carlos riesce a convincere Julian ad unirsi al team. Al primo raduno della nuova squadra si presentano anche Woltz, Roberto e Luca, gli stranieri Johnny e Papan che erano stati esclusi dalle rispettive nazionali juniores per ragioni disciplinari, il difensore africano Samuel, e successivamente pure Cesare che si confrontera' subito con Johnny, in quanto i due hanno un carattere e uno stile di gioco simili; Carlos viene eletto capitano. Caroni riorganizza il San Podesta' Junior che sara' la squadra che rappresentera' l'Italia nei tornei internazionali con soli giocatori italiani, capitanata da Mario. |                   |         |
| 35 | La tourneé in Europa 「大激戦!ヨーロッパ大会」 - Dai gekisen! Yōroppa taikai – "Feroce battaglia! Il Torneo Europeo" | 25 giugno 1992    |         |
| 35 | I Verdi Senza Frontiere si trasferiscono a Parigi per esordire in una tourneé europea a quattro squadre: in semifinale affrontano l'Inghilterra di Peter. La squadra di Carlos inizia bene e schiaccia gli avversari in difesa, con Peter che riesce anche a respingere un Tiro Magnum di Cesare, ma gli inglesi sono micidiali in contropiede e prima dello scadere del primo tempo riescono a portarsi in vantaggio di due reti, sfruttando il fatto che Woltz abbocca facilmente alle finte dell'attaccante Maurice. |                   |         |
| 36 | Credere nelle proprie forze 「強攻突破! それぞれのライバル」 - Kyōkō toppa! Sorezore no raibaru – "La tanto cercata svolta! Ogni rivale" | 2 luglio 1992     |         |
| 36 | I Verdi Senza Frontiere faticano anche a causa dei dissapori interni, in particolare tra Cesare e Johnny, ma riescono a prendere le misure all'avversario e a pareggiare grazie proprio alle reti di Johnny e Cesare; Carlos segnera' il gol della vittoria, ma durante l'incontro Samuel appare terrorizzato dai contrasti con gli avversari. I padroni di casa della Francia superano la Germania e saranno quindi loro i secondi finalisti del torneo. |                   |         |
| 37 | La mossa decisiva 「勝利への執念! フランスの反撃」 - Shōri e no shūnen! Furansu no hangeki – "Tenacia per la vittoria! Il contropiede francese" | 9 luglio 1992     |         |
| 37 | Inizia la finale del torneo tra Verdi Senza Frontiere e Francia ed e' subito sfida tra il capitano dei transalpini François ed i connazionali Papan e Julian, il primo ex compagno della selezione e il secondo ex rivale in campionato. Papan riesce a portare in vantaggio la propria squadra multinazionale con un'azione personale, ma François prima fornisce l'assist per il gol del pareggio e poi segna lui stesso la rete del vantaggio che consente alla Francia di finire il primo tempo sul 2 a 1; Samuel ancora una volta ha timore dei contrasti e rivela che cio' è dovuto ad uno shock psicologico dopo che infortuno' con un tackle un amico: Cesare non la prende bene. |                   |         |
| 38 | Il gol dell'amicizia 「逃げるな友よ! 最後まで闘え!」 - Nigeru na tomoyo! Saigomade tatakae! – "Non scappare, amico mio! Lotta fino alla fine!" | 23 luglio 1992    |         |
| 38 | Nel secondo tempo Samuel commette ancora errori e la Francia va sul 3 a 1 con François; Johnny e compagni aiutano in tutti i modi Samuel e alla fine il difensore riesce a superare la propria fobia e a segnare una rete. |                   |         |
| 39 | Il favoloso trio 「舞い上がれ! 最強トリオ夢のゴール」 - Maiagare! Saikyō torio yume no gōru – "Emergi! Il gol da sogno del favoloso trio" | 23 luglio 1992    |         |
| 39 | I Verdi Senza Frontiere trovano il gol del pareggio con un numero acrobatico realizzato da Luca e Papan in combinazione. Carlos e Roberto salvano la propria porta da un goal quasi fatto, e sulla ripartenza i protagonisti segnano la rete della vittoria con una combinazione di tiri speciali del trio d'attacco: Cesare calcia il Tiro Magnum in direzione di Julian che lo ribatte con un Tiro Miraggio, il quale viene a sua volta calciato in porta da Carlos con un Tiro dell'Aquila, risultando in un tiro potentissimo che buca la rete della porta francese. I Verdi Senza Frontiere vincono il torneo e i rivali Julian e François si stringono la mano. A Genova nel frattempo Mario, nuovo capitano dei San Podesta' Junior, lancia la sfida a Carlos e compagni. |                   |         |
| 40 | Alla conquista del podio 「華麗なる闘い・ めざせ世界の舞台」 - Kareinaru tatakai mezase sekai no butai – "Una fantastica battaglia; l'obbiettivo del palcoscenico mondiale" | 30 luglio 1992    |         |
| 40 | Anna torna nel Columbus come allenatrice, e viene a sapere che i Verdi Senza Frontiere prenderanno parte ad un Campionato Mondiale per squadre di club. In Inghilterra i Verdi Senza Frontiere continuano i propri allenamenti, e si uniscono alla squadra Peter e François, i capitani rispettivamente di Inghilterra e Francia; Robson annuncia che al campionato mondiale prenderanno parte anche i Falcon Jr in rappresentanza del Brasile, Brema per la Germania, i Blue Star per l'Inghilterra, e la rappresentante dell'Italia verra' decisa dalla sfida tra San Podesta' Jr e Colosseo: Samuel, Woltz e Peter reagiscono nel sentir nominare le prime tre squadre. Caterina si esibisce con successo al Teatro dell'Opera di Roma. Il San Podesta' Jr vince agevolmente per 10 a 1 contro il Colosseo venendo trascinato da Mario e dalle reti di Renato, nuovo attaccante che prende il posto che era di Julian. Durante un raduno in strada i giocatori dei Verdi Senza Frontiere si scontrano con alcuni giocatori del Falcon Jr che Samuel riconosce. |                   |         |
| 41 | La gioia di essere il numero 1 「勝ちとれ! 世界No.1の栄光」 - Kachi tore! Sekai nanbā 1 no eikō – "Vinci! La gloria di essere il numero uno al mondo" | 6 agosto 1992     |         |
| 41 | I Verdi Senza Frontiere vengono a sapere che il loro rivale nei quarti di finale del Mondiale per Club è il team brasiliano dei Falcon Jr. Carlos assieme a Julian, Roberto e Luca vola a Parigi per assistere all'esibizione di Caterina presso l'Opéra national de Paris. I protagonisti si trasferiscono a Londra per prendere parte al Mondiale: subito dopo la cerimonia di inaugurazione è proprio la squadra di Carlos a debuttare contro il Falcon Jr. I Verdi Senza Frontiere iniziano il match all'attacco ma il Tiro Magnum di Cesare viene fermato dalle tecniche acrobatiche dei difensori brasiliani, e sul capovolgimento di fronte è il capitano dei Falcon Jr a segnare con un tiro al volo che sfrutta la rotazione del corpo e che da' alla palla un effetto simile a quello del Tiro Miraggio, ma con in più una notevole potenza che piega le mani a Woltz. |                   |         |
| 42 | Il silenzio della samba 「ブラジルサッカーを破れ」 - Burajirusakkā o yabure – "Sconfiggi il calcio brasiliano" | 13 agosto 1992    |         |
| 42 | Il tandem d'attacco dei Falcon Jr e' funambolico nei dribbling e negli scambi, e il capitano dei brasiliani segna il gol del raddoppio saltando Carlos con una bicicletta e scaricando un tiro ad effetto che sfugge dalle mani di Woltz. Nel secondo tempo i protagonisti riescono a prendere le misure grazie a Luca, Papan e Samuel che riescono a fermare gli avversari utilizzando tecniche speculari, ed è proprio Samuel che segna la prima rete per la propria squadra, seguita dal gol del pareggio di Cesare grazie al Tiro Magnum. Woltz riesce finalmente a bloccare il tiro del capitano brasiliano, e sul capovolgimento di fronte Carlos segna il gol della vittoria con il Tiro dell'Aquila. Negli altri match dei quarti di finale il San Podesta' Jr batte i Blue Star grazie alle reti di Renato. |                   |         |
| 43 | Gli undici magnifici 「快進撃! サムライイレブン」 - Kaishingeki! Samuraiirebun – "Attacco rapido! Gli undici samurai" | 20 agosto 1992    |         |
| 43 | Carlos e Anna litigano nel discutere sulla situazione del rapporto tra il brasiliano e la fidanzata Caterina. In semifinale i Verdi Senza Frontiere affrontano la squadra giapponese dei Dragoni Rossi, reduci dalla vittoria contro il Brema; la formazione asiatica scopre subito le proprie carte, con il forte portiere Ryo che senza l'aiuto della difesa respinge sia il Tiro Magnum di Cesare che' il Tiro dell'Aquila di Carlos utilizzando tecniche ispirate alle arti marziali, mentre il capitano Ken segna il gol del vantaggio con il Tiro Karate, tiro speciale realizzato calciando la palla con un calcio girato. I Verdi Senza Frontiere pareggiano con tap-in di julian dopo che il portiere avversario respinge il Tiro dell'Aquila di Carlos, ma subito dopo i Dragoni Rossi si riportano in vantaggio. |                   |         |
| 44 | Un dolore segreto 「強烈! カラテショットを止めろ」 - Kyōretsu! Karateshotto o yamero – "Intensita'! Ferma il tiro Karate" | 27 agosto 1992    |         |
| 44 | Nel secondo tempo Johnny trova la rete del pareggio ribattendo una respinta di Ryo sul Tiro Miraggio di Julian, e Carlos segna il gol del vantaggio con un tiro a rientrare calciato all'altezza della linea di fondo. Nel finale di gara Ken ha l'opportunita' di pareggiare ma prima Woltz e poi Carlos si oppongono al suo Tiro Karate. |                   |         |
| 45 | La finale della Coppa del Mondo Giovanile 「めざせ!世界の頂点」 - Mezase! Sekai no chōten – "Mira alla vetta del mondo!" | 3 settembre 1992  |         |
| 45 | Il giorno prima della finale del Mondiale contro il San Podesta Jr, Anna si confronta ancora una volta con Carlos e si sfoga, scoppiando in lacrime; poco prima dell'inizio della partita riesce comunque a far incontrare Carlos e Caterina, in quanto quest'ultima deve tornare a Parigi. Ha inizio la finale: il San podesta' Jr schiera tra i vari giocatori il capitano Mario, il misterioso nuovo talento Renato in attacco assieme a Renzo, i difensori Alfredo e Macaroni, i gemelli Bianchi, il portiere Coloni e Bruno. E' subito duello tra Carlos e Mario, ed è la squadra italiana ad andare per prima vicina al gol con Bruno. |                   |         |
| 46 | La tattica segreta di Mario 「大波乱! 奪われた必殺シュート」 - Dai haran! Ubawareta hissatsu shūto – "Il grande shock! Derubati del tiro letale" | 10 settembre 1992 |         |
| 46 | Si delineano le sfide personali tra Carlos e Mario e tra Julian e Renato. Sono i Verdi Senza Frontiere a comandare il gioco, ma in breve tempo vedono tutte le proprie armi migliori venire neutralizzate dal San Podesta' Jr: infatti il Tiro Magnum di Cesare viene respinto da Alfredo e da un altro difensore colpendo la palla contemporaneamente con le ginocchia; successivamente è il Tiro dell'Aquila di Carlos a venire intercettato da Macaroni e da un compagno con una doppia rovesciata; infine il Tiro Miraggio di Julian viene facilmente bloccato da Coloni che intuisce la traiettoria della palla guardando il movimento del piede di Julian al momento del tiro. In un capovolgimento di fronte Mario scappa in dribbling e passa in orizzontale a Renato, Julian sbaglia l'anticipo e quindi il numero 11 del team italiano è libero di calciare: il tiro sembra inizialmente alla portata di Woltz, ma in realta' è un Tiro Miraggio che sorprende il portiere tedesco e s'insacca. Poco dopo il San Podesta' Jr raddoppia: Renato salta Julian e serve in profondita' Mario che anticipa Carlos con un tuffo di testa e la rida' a Renato, il quale da fuori area calcia il Tiro dell'Aquila, Woltz è fuori dai pali e viene scavalcato; la squadra in divisa bianca vede cosi' i frutti dei duri allenamenti nei quali replicarono i vari tiri speciali per poi trovare un modo per neutralizzarli. |                   |         |
| 47 | Vai, Cesare! 「行けシーザー! 集中攻撃をかわせ」 - Ike shīzā! Shūchū kōgeki o kawase – "Vai Cesare! Schiva l'attacco concentrato" | 17 settembre 1992 |         |
| 47 | Nel secondo tempo Woltz non si fa più sorprendere e riesce a parare i tiri speciali di Renato; i Verdi Senza Frontiere diversificano i propri attacchi coinvolgendo non solo il trio Carlos-Julian-Cesare, e riescono ad accorciare le distanze con una combinazione tra Papan e Luca che segna con il Tiro Karate. I protagonisti trovano il pareggio con Cesare che va in contrasto di testa su una palla in area e viene spinto in porta dai compagni di squadra, travolgendo difesa e portiere avversari. |                   |         |
| 48 | Sfida per la vittoria 「白熱決勝戦・勝利への攻防」 - Hakunetsu kesshōsen shōri e no kōbō – "Incandescente battaglia finale; battaglia per la vittoria" | 24 settembre 1992 |         |
| 48 | Renato appare stremato a causa della scarsa condizione fisica, e quindi sono i Verdi Senza Frontiere ad avere il pallino del gioco ma non riescono a segnare il gol del vantaggio. Il San Podesta' Jr ha uno scatto d'orgoglio con il loro trascinatore Mario che recupera una palla e assieme a Renato calcia un Tiro Magnum che travolge Roberto e Samuel, e piega le mani di Woltz per il gol del 3 a 2. In un'azione d'attacco Cesare infortunia l'ex compagno Alfredo e calcia la palla fuori per permettere ai medici di intervenire. I Verdi Senza Frontiere trovano il pareggio: Carlos, Julian e Cesare realizzano la stessa triangolazione di tiri speciali che utilizzarono contro la Francia, Mario e Renato respingono il tiro sulla linea ma Carlos e' lesto nel tap-in vincente. |                   |         |
| 49 | L'ultimo scontro 「僕たちの夢よ! 栄光のゴールへ」 - Bokutachi no yume yo! Eikō no gōru e – "È il nostro sogno! Verso il goal della gloria" | 24 settembre 1992 |         |
| 49 | Si giocano dei combattutissimi tempi supplementari. Renzo con un'azione solitaria riesce ad attirare su di se' la difesa avversaria e a liberare Mario e Renato che calciano nuovamente il Tiro Magnum: Woltz questa volta riesce a respingere il tiro copiando la tecnica utilizzata dal portiere dei Dragoni Rossi, sulla ribattuta Mario e Renato calciano una rovesciata combinata che viene respinta ancora da Woltz, Bruno tira a porta sguarnita ma Roberto salva sulla linea. Il gol della vittoria per i Verdi Senza Frontiere arriva con Carlos che salta Mario e Renato e calcia il Tiro dell'Aquila: il tiro viene respinto sulla linea e ne nasce un campanile sul quale Carlos stesso anticipa di testa l'intera difesa avversaria e segna il 4 a 3 finale. Al termine dell'incontro i giocatori di entrambe le squadre si congratulano tra di loro. Carlos torna a Genova da vincitore e festeggia assieme ad Anna e ai giocatori del Columbus. |                   |         |
| 50 | Cattive notizie |                   |         |
| 51 | L'ultima chance |                   |         |
| 52 | La vittoria delle vittorie |                   |         |

## Doppiaggio
Il doppiaggio fu affidato allo Studio P.V.; direttore del doppiaggio fu Ivo De Palma, con Patrizia Consoli nel ruolo di assistente al doppiaggio. Parteciparono anche Anna Ribotta alla traduzione, Marco Mazza ad adattamento e dialoghi, Michele Filipponio come tecnico del suono, Anna Alati alla sincronizzazione, Riccardo Perego al mixaggio.
| Personaggio | Doppiatore giapponese        | Doppiatore italiano |
| ----------- | ---------------------------- | ------------------- |
| Carlos      | Kazue Ikura                  | Gigi Rosa           |
| Robson      | Banjō Ginga                  | Antonio Ballerio    |
| Bertini     | You Yoshimura Nobuaki Fukuda | Antonio Paiola      |
| Julian      | Rica Matsumoto               | Cinzia Massironi    |
| Cesare      | Takumi Yamazaki              | Pasquale Ruju       |
| Mario       | Ai Orikasa                   |                     |
| Renato      | Isshin Chiba                 |                     |
| Giorgio     | Chafūrin                     |                     |
| Anna        | Kumiko Watanabe              |                     |
| Luca        | Megumi Tano                  |                     |
| Antonio     | Miki Narahashi               |                     |
| Macaroni    | Chie Satō                    |                     |
| Bruno       | Nobuo Tobita                 |                     |
| Carlo       | Masami Kikuchi               |                     |
| Alfredo     | Masami Kikuchi               |                     |
| Roberto     | Tsutomu Kashiwakura          |                     |
| Caterina    | Chieko Honda                 |                     |
| Caroni      | Shinya Ōtaki                 |                     |
| Coloni      | Takumi Yamazaki              |                     |
| Johnny      | Tomoyuki Dan                 |                     |
| Woltz       | Toshihiko Nakajima           |                     |
| Papan       | Kochi Shizuka                |                     |
| Samuel      | Isshin Chiba                 |                     |
| François    | Ryuzou Ishino                |                     |
| Peter       | Masami Kikuchi               |                     |
| Cronista    |                              | Massimiliano Lotti  |

## Sigle
Sigla iniziale giapponese
- Dream Striker (ドリーム・ストライカー?), interpretata da Wakako Shimazaki

Sigla finale giapponese
- Straniero ~ Stranger (ストラニエーロ ～異邦人～?), interpretata da Wakako Shimazaki

Sigla francese
- L'École des champions, interpretata da Bernard Minet

Sigla italiana
- A tutto goal, interpretata da Cristina D'Avena, scritta da Alessandra Valeri Manera e Fabrizio Baldoni, distribuita da Canale 5 Music.

## Adattamento
Una caratteristica dell'adattamento internazionale di A tutto goal è il fatto che il protagonista, figlio di un diplomatico giramondo, cambia di nome e di nazionalita' a seconda del paese dove il cartone venne trasmesso: in Giappone infatti il personaggio principale si chiama Hikaru Yoshikawa ed è giapponese, in Francia si chiama Benjamin Lefranc ed è francese, nei paesi di lingua spagnola si chiama Oscar, nei paesi di lingua araba si chiama Rabah (Racti Art Production & Distribution lo chiamo' così in onore di Rabah Madjer).
Inoltre il rivale (e poi compagno) francese Julian Ray nella versione transalpina si chiama Eric Townsend ed è inglese come anche la sorella Catherine (Caterina nell'adattamento italiano).
Jean, fuoriclasse del Milano, in Italia è stato adattato come Gino.
L'olandese Jan in Italia prende il nome di Johnny, come anche il difensore brasiliano Ash nell'adattamento italiano diviene l'africano Samuel, e il capitano della Francia Marcel viene chiamato François.
I nomi di molti dei team internazionali sono stati adattati nella versione italiana: la squadra multinazionale dei Jupiter Wings è stata ribattezzata Verdi Senza Frontiere, la squadra giapponese Pegasus FC venne rinominata Dragoni Rossi.

## Produzione
A tutto goal è una co-produzione giapponese e francese: la serie venne infatti prodotta dallo studio Nippon Animation in collaborazione con lo studio AB Productions dello sceneggiatore Thibaut Chatel.
La serie contava in origine 49 episodi, ai quali sono poi stati aggiunti tre episodi prodotti dalla AB Productions utilizzando spezzoni dei precedenti episodi: le tre puntate aggiuntive non sono mai state trasmesse in Giappone ma solamente in Francia e negli altri paesi che acquistarono la serie dalla AB Productions, come nel caso dell'Italia.
Lo stile di disegno e animazione varia durante il corso della serie, passando da un tratto più occidentale a uno chiaramente tipico degli anime: questa differenza la si può già notare se si confrontano i primi 3 episodi (stile occidentale) con il seguente episodio 4 o con l'episodio 10 (stile giapponese). Verso la metà dell'episodio 34 lo stile di disegno ed animazione viene stravolto, apparendo a tratti sperimentale.

## Distribuzione
| Regione        | Titolo                                           | Rete trasmittente | Data             |
| -------------- | ------------------------------------------------ | ----------------- | ---------------- |
| Giappone       | Moero! Top Striker (燃えろ! トップストライカー?) | TV Tokyo          | 10 ottobre 1991  |
| Francia        | L'École des champions                            | TF1               | 25 novembre 1992 |
| Italia         | A tutto goal                                     | Italia 1          | 26 agosto 1993   |
| Corea del Sud  | 축구왕 슛돌이?, Chugguwang syusdol-iLR           | SBS               | 1993             |
| Spagna         | Goleadores                                       | Telecinco         | 1994             |
| America Latina | Gol                                              |                   |                  |
| Mondo arabo    | in arabo كابتن رابح‎?, Capitan Rabah              |                   |                  |

## Riferimenti ad altre opere
A tutto goal presenta notevoli somiglianze con altri anime calcistici del tempo: in particolare appare fortemente ispirato alla serie Holly e Benji, molto popolare anche in occidente e più vecchia di un decennio rispetto ad A tutto goal.
Il capitano Carlos è infatti un trascinatore a tutto tondo come lo è Oliver Hutton, e il Tiro dell'Aquila appare identico al Drive Shot di Holly.
Cesare nel cartone è un ragazzo di umili origini che si affida al suo strapotere fisico per spazzare via gli avversari nei contrasti, e il Tiro Magnum è un tiro privo di effetto ma con un grande carico all'impatto: queste caratteristiche rispecchiano quelle di Mark Lenders e del suo Tiro della Tigre.
Il Tiro Miraggio di Julian ha un effetto simile al Tiro Combinato (Twin Shot).
I gemelli Bianchi hanno un gioco simbiotico che ricorda i gemelli Derrick.
Ryo, portiere dei Dragoni Rossi, si affida a tecniche di karate per respingere i tiri avversari, tecniche simili a quelle adottate da Ed Warner, ed esteticamente ricorda Benjamin Price. Roberto, capitano di una debole squadra locale e calciatore tecnicamente limitato ma molto tenace e grintoso, ricorda Bruce Harper.
Temi frequenti di Holly e Benji e di altre serie spokon che troviamo anche in A tutto goal sono quelli della rimonta insperata e del goal vittoria del protagonista: infatti in incontri combattuti contro avversari di livello la squadra di Carlos va sempre in svantaggio per prima ad eccezione del match contro la Francia, e anche in quel caso la squadra del brasiliano più tardi si ritrovera' a dover rimontare due reti; inoltre in tutti questi incontri decisivi la rete finale viene sempre firmata da Carlos stesso. Infine, anche Carlos come Holly perde una sola partita.

## Videogiochi
- Top Striker - pubblicato dalla Namco nel 1992 per NES